# Вільний Табір
Ві́льний Табір — село в Україні, Криворізькому районі Дніпропетровської області. Населення — 131 мешканець.

## Географія
Село Вільний Табір розташоване на відстані за 1,5 км від села Романівка і за 2 км від села Широке. Селом протікає річка Балка Широка.

## Населення

### Мова
Розподіл населення за рідною мовою за даними перепису 2001 року:
| Мова            | Відсоток |
| --------------- | -------- |
| українська      | 84,0 %   |
| російська       | 7,6 %    |
| білоруська      | 6,1 %    |
| інші/не вказали | 2,3 %    |